# 松浦敬治
松浦 敬治（まつうら けいじ、1965年1月24日 - ）は、日本の政治家。徳島県東みよし町長（1期）。元東みよし町議会議員（2期）。

## 来歴
徳島県三好郡東みよし町出身。徳島県立池田高等学校卒業。製材業を営む。
2010年平成22年）、東みよし町議会議員選挙に立候補し初当選。2014年（平成26年）、再選。
2018年（平成30年）2月、町議を辞職。同年4月8日に行われた東みよし町長選挙に、元木章生県議や現職の川原義朗町長の後援会幹部らの支援を受けて立候補。元町議の松浦明人ら2候補を破り初当選した。4月16日、町長就任。